# Volta al País Basc 2024
La Volta al País Basc 2024 és la 63a edició de la Volta al País Basc. La cursa es disputà entre l'1 i el 6 d'abril de 2024, amb inici a Irun i final a Eibar. El recorregut es dividí en 6 etapes. La cursa fou el 15è esdeveniment del calendari de l'UCI World Tour 2024.
Juan Ayuso (UAE Team Emirates) fou el vencedor d'aquesta edició, després d'aconseguir el liderat durant l'última etapa. El també espanyol Carlos Rodríguez (Ineos Grenadiers) fou el segon de la general i el danès Mattias Skjelmose Jensen (Lidl-Trek) ocupà el tercer esglaó del podi. Ayuso també fou el vencedor de la classificació dels joves, mentre que Alex Aranburu (Movistar Team) guanyà la classificació de punts, Sepp Kuss (Team Visma-Lease a Bike) la de la muntanya i Pello Bilbao (Bahrain Victorious) fou el millor basc. L'UAE Team Emirates guanyà la classificació per equips.

## Equips participants
24 equips participaren a la prova: 18 de categoria UCI WorldTeam i 6 de categoria UCI ProTeam.
| WorldTeams (18)- Alpecin-Deceuninck - Arkéa-B&B Hotels - Astana Qazaqstan Team - Bahrain Victorious - Bora-Hansgrohe - Cofidis - Decathlon-AG2R La Mondiale - EF Education-EasyPost - Groupama-FDJ - Ineos Grenadiers - Intermarché-Wanty - Lidl-Trek - Movistar Team - Soudal Quick-Step - Team dsm-firmenich PostNL - Team Jayco AlUla - Team Visma \| Lease a Bike - UAE Team Emirates ProTeams (6)- Burgos-BH - Caja Rural-Seguros RGA - Equipo Kern Pharma - Euskaltel-Euskadi - Q36.5 Pro Cycling Team - TotalEnergies |
| |

## Etapes
| Etapa    | Data     | Ciutats d'etapa             | type                      | Distància (km) | Desnivell (m) | Vencedor de l'etapa   | Líder de la general |
| -------- | -------- | --------------------------- | ------------------------- | -------------- | ------------- | --------------------- | ------------------- |
| 1a etapa | 1 de abr | Irun – Irun                 | contrarellotge individual | 10             | 179 m         | Primož Roglič         | Primož Roglič       |
| 2a etapa | 2 de abr | Irun – Kanbo                | etapa accidentada         | 160            | 2.312 m       | Paul Lapeira          | Primož Roglič       |
| 3a etapa | 3 de abr | Ezpeleta – Altsasu          | etapa de mitja muntanya   | 190,9          | 3.057 m       | Quinten Hermans       | Primož Roglič       |
| 4a etapa | 4 de abr | Etxarri Aranatz – Legutio   | etapa de mitja muntanya   | 157,5          | 2.146 m       | Louis Meintjes        | Mattias Skjelmose   |
| 5a etapa | 5 de abr | Vitòria – Amorebieta-Etxano | etapa de mitja muntanya   | 175,9          | 2.214 m       | Romain Grégoire       | Mattias Skjelmose   |
| 6a etapa | 6 de abr | Eibar – Eibar               | etapa de muntanya         | 137,8          | 3.472 m       | Carlos Rodríguez Cano | Juan Ayuso Pesquera |

### Etapa 1
1 d'abril de 2024 – Irun fins a Irun, 10,0 km
| \| Classificació de l'etapa \| Classificació de l'etapa \| Classificació de l'etapa \| Classificació de l'etapa \| Classificació de l'etapa \| \| Corredor \| Corredor \| Equip \| Temps \| \| \| ------------------------ \| ------------------------ \| -------------------------- \| ------------------------ \| ------------------------ \| \| 1r \| Primož Roglič \| Bora-Hansgrohe \| 12' 34" \| \| \| 2n \| Jay Vine \| UAE Team Emirates \| + 7" \| \| \| 3r \| Mattias Skjelmose \| Lidl-Trek \| + 10" \| \| \| 4t \| Remco Evenepoel \| Soudal Quick-Step \| + 11" \| \| \| 5è \| Jonas Vingegaard \| Team Visma \\| Lease a Bike \| + 15" \| \| \| 6è \| Kévin Vauquelin \| Arkéa-B&B Hotels \| + 16" \| \| \| 7è \| Juan Ayuso Pesquera \| UAE Team Emirates \| + 16" \| \| \| 8è \| Maximilian Schachmann \| Bora-Hansgrohe \| + 16" \| \| \| 9è \| Ethan Hayter \| Ineos Grenadiers \| + 19" \| \| \| 10è \| Ion Izagirre Insausti \| Cofidis \| + 21" \| \| |                       |                            |         |
| |                       |                            |         |
| Font: ProCyclingStats |                       |                            |         |
| Classificació de l'etapa |                       |                            |         |
| Corredor | Corredor              | Equip                      | Temps   |
| 1r | Primož Roglič         | Bora-Hansgrohe             | 12' 34" |
| 2n | Jay Vine              | UAE Team Emirates          | + 7"    |
| 3r | Mattias Skjelmose     | Lidl-Trek                  | + 10"   |
| 4t | Remco Evenepoel       | Soudal Quick-Step          | + 11"   |
| 5è | Jonas Vingegaard      | Team Visma \| Lease a Bike | + 15"   |
| 6è | Kévin Vauquelin       | Arkéa-B&B Hotels           | + 16"   |
| 7è | Juan Ayuso Pesquera   | UAE Team Emirates          | + 16"   |
| 8è | Maximilian Schachmann | Bora-Hansgrohe             | + 16"   |
| 9è | Ethan Hayter          | Ineos Grenadiers           | + 19"   |
| 10è | Ion Izagirre Insausti | Cofidis                    | + 21"   |

| Classificació de l'etapa | Classificació de l'etapa | Classificació de l'etapa   | Classificació de l'etapa | Classificació de l'etapa |
| Corredor                 | Corredor                 | Equip                      | Temps                    |                          |
| ------------------------ | ------------------------ | -------------------------- | ------------------------ | ------------------------ |
| 1r                       | Primož Roglič            | Bora-Hansgrohe             | 12' 34"                  |                          |
| 2n                       | Jay Vine                 | UAE Team Emirates          | + 7"                     |                          |
| 3r                       | Mattias Skjelmose        | Lidl-Trek                  | + 10"                    |                          |
| 4t                       | Remco Evenepoel          | Soudal Quick-Step          | + 11"                    |                          |
| 5è                       | Jonas Vingegaard         | Team Visma \| Lease a Bike | + 15"                    |                          |
| 6è                       | Kévin Vauquelin          | Arkéa-B&B Hotels           | + 16"                    |                          |
| 7è                       | Juan Ayuso Pesquera      | UAE Team Emirates          | + 16"                    |                          |
| 8è                       | Maximilian Schachmann    | Bora-Hansgrohe             | + 16"                    |                          |
| 9è                       | Ethan Hayter             | Ineos Grenadiers           | + 19"                    |                          |
| 10è                      | Ion Izagirre Insausti    | Cofidis                    | + 21"                    |                          |

| \| Classificació general \| Classificació general \| Classificació general \| Classificació general \| Classificació general \| \| Corredor \| Corredor \| Equip \| Temps \| \| \| --------------------- \| --------------------- \| -------------------------- \| --------------------- \| --------------------- \| \| 1r \| Primož Roglič \| Bora-Hansgrohe \| 12' 34" \| \| \| 2n \| Jay Vine \| UAE Team Emirates \| + 7" \| \| \| 3r \| Mattias Skjelmose \| Lidl-Trek \| + 10" \| \| \| 4t \| Remco Evenepoel \| Soudal Quick-Step \| + 11" \| \| \| 5è \| Jonas Vingegaard \| Team Visma \\| Lease a Bike \| + 15" \| \| \| 6è \| Kévin Vauquelin \| Arkéa-B&B Hotels \| + 16" \| \| \| 7è \| Juan Ayuso Pesquera \| UAE Team Emirates \| + 16" \| \| \| 8è \| Maximilian Schachmann \| Bora-Hansgrohe \| + 16" \| \| \| 9è \| Ethan Hayter \| Ineos Grenadiers \| + 19" \| \| \| 10è \| Ion Izagirre Insausti \| Cofidis \| + 21" \| \| |                       |                            |         |
| |                       |                            |         |
| Font: ProCyclingStats |                       |                            |         |
| Classificació general |                       |                            |         |
| Corredor | Corredor              | Equip                      | Temps   |
| 1r | Primož Roglič         | Bora-Hansgrohe             | 12' 34" |
| 2n | Jay Vine              | UAE Team Emirates          | + 7"    |
| 3r | Mattias Skjelmose     | Lidl-Trek                  | + 10"   |
| 4t | Remco Evenepoel       | Soudal Quick-Step          | + 11"   |
| 5è | Jonas Vingegaard      | Team Visma \| Lease a Bike | + 15"   |
| 6è | Kévin Vauquelin       | Arkéa-B&B Hotels           | + 16"   |
| 7è | Juan Ayuso Pesquera   | UAE Team Emirates          | + 16"   |
| 8è | Maximilian Schachmann | Bora-Hansgrohe             | + 16"   |
| 9è | Ethan Hayter          | Ineos Grenadiers           | + 19"   |
| 10è | Ion Izagirre Insausti | Cofidis                    | + 21"   |

| Classificació general | Classificació general | Classificació general      | Classificació general | Classificació general |
| Corredor              | Corredor              | Equip                      | Temps                 |                       |
| --------------------- | --------------------- | -------------------------- | --------------------- | --------------------- |
| 1r                    | Primož Roglič         | Bora-Hansgrohe             | 12' 34"               |                       |
| 2n                    | Jay Vine              | UAE Team Emirates          | + 7"                  |                       |
| 3r                    | Mattias Skjelmose     | Lidl-Trek                  | + 10"                 |                       |
| 4t                    | Remco Evenepoel       | Soudal Quick-Step          | + 11"                 |                       |
| 5è                    | Jonas Vingegaard      | Team Visma \| Lease a Bike | + 15"                 |                       |
| 6è                    | Kévin Vauquelin       | Arkéa-B&B Hotels           | + 16"                 |                       |
| 7è                    | Juan Ayuso Pesquera   | UAE Team Emirates          | + 16"                 |                       |
| 8è                    | Maximilian Schachmann | Bora-Hansgrohe             | + 16"                 |                       |
| 9è                    | Ethan Hayter          | Ineos Grenadiers           | + 19"                 |                       |
| 10è                   | Ion Izagirre Insausti | Cofidis                    | + 21"                 |                       |

### Etapa 2
2 d'abril de 2024 – Irun fins a Kanbo ( França), 160,0 km
| \| Classificació de l'etapa \| Classificació de l'etapa \| Classificació de l'etapa \| Classificació de l'etapa \| Classificació de l'etapa \| \| Corredor \| Corredor \| Equip \| Temps \| \| \| ------------------------ \| ------------------------- \| -------------------------- \| ------------------------ \| ------------------------ \| \| 1r \| Paul Lapeira \| Decathlon-AG2R La Mondiale \| 3h 42' 28" \| \| \| 2n \| Samuele Battistella \| Astana Qazaqstan Team \| + 0" \| \| \| 3r \| Louis Vervaeke \| Soudal Quick-Step \| + 0" \| \| \| 4t \| Pau Miquel Delgado \| Equipo Kern Pharma \| + 0" \| \| \| 5è \| Alexander Aranburu Deba \| Movistar Team \| + 0" \| \| \| 6è \| Thomas Silva \| Caja Rural-Seguros RGA \| + 0" \| \| \| 7è \| Alan Retailleau \| Decathlon-AG2R La Mondiale \| + 0" \| \| \| 8è \| Gonzalo Serrano Rodríguez \| Movistar Team \| + 0" \| \| \| 9è \| Brandon McNulty \| UAE Team Emirates \| + 0" \| \| \| 10è \| Quinten Hermans \| Alpecin-Deceuninck \| + 0" \| \| |                           |                            |            |
| |                           |                            |            |
| Font: ProCyclingStats |                           |                            |            |
| Classificació de l'etapa |                           |                            |            |
| Corredor | Corredor                  | Equip                      | Temps      |
| 1r | Paul Lapeira              | Decathlon-AG2R La Mondiale | 3h 42' 28" |
| 2n | Samuele Battistella       | Astana Qazaqstan Team      | + 0"       |
| 3r | Louis Vervaeke            | Soudal Quick-Step          | + 0"       |
| 4t | Pau Miquel Delgado        | Equipo Kern Pharma         | + 0"       |
| 5è | Alexander Aranburu Deba   | Movistar Team              | + 0"       |
| 6è | Thomas Silva              | Caja Rural-Seguros RGA     | + 0"       |
| 7è | Alan Retailleau           | Decathlon-AG2R La Mondiale | + 0"       |
| 8è | Gonzalo Serrano Rodríguez | Movistar Team              | + 0"       |
| 9è | Brandon McNulty           | UAE Team Emirates          | + 0"       |
| 10è | Quinten Hermans           | Alpecin-Deceuninck         | + 0"       |

| Classificació de l'etapa | Classificació de l'etapa  | Classificació de l'etapa   | Classificació de l'etapa | Classificació de l'etapa |
| Corredor                 | Corredor                  | Equip                      | Temps                    |                          |
| ------------------------ | ------------------------- | -------------------------- | ------------------------ | ------------------------ |
| 1r                       | Paul Lapeira              | Decathlon-AG2R La Mondiale | 3h 42' 28"               |                          |
| 2n                       | Samuele Battistella       | Astana Qazaqstan Team      | + 0"                     |                          |
| 3r                       | Louis Vervaeke            | Soudal Quick-Step          | + 0"                     |                          |
| 4t                       | Pau Miquel Delgado        | Equipo Kern Pharma         | + 0"                     |                          |
| 5è                       | Alexander Aranburu Deba   | Movistar Team              | + 0"                     |                          |
| 6è                       | Thomas Silva              | Caja Rural-Seguros RGA     | + 0"                     |                          |
| 7è                       | Alan Retailleau           | Decathlon-AG2R La Mondiale | + 0"                     |                          |
| 8è                       | Gonzalo Serrano Rodríguez | Movistar Team              | + 0"                     |                          |
| 9è                       | Brandon McNulty           | UAE Team Emirates          | + 0"                     |                          |
| 10è                      | Quinten Hermans           | Alpecin-Deceuninck         | + 0"                     |                          |

| \| Classificació general \| Classificació general \| Classificació general \| Classificació general \| Classificació general \| \| Corredor \| Corredor \| Equip \| Temps \| \| \| --------------------- \| ----------------------------- \| -------------------------- \| --------------------- \| --------------------- \| \| 1r \| Primož Roglič \| Bora-Hansgrohe \| 3h 55' 02" \| \| \| 2n \| Mattias Skjelmose \| Lidl-Trek \| + 10" \| \| \| 3r \| Remco Evenepoel \| Soudal Quick-Step \| + 10" \| \| \| 4t \| Juan Ayuso Pesquera \| UAE Team Emirates \| + 14" \| \| \| 5è \| Jonas Vingegaard \| Team Visma \\| Lease a Bike \| + 15" \| \| \| 6è \| Kévin Vauquelin \| Arkéa-B&B Hotels \| + 16" \| \| \| 7è \| Maximilian Schachmann \| Bora-Hansgrohe \| + 16" \| \| \| 8è \| Brandon McNulty \| UAE Team Emirates \| + 23" \| \| \| 9è \| Bruno Armirail \| Decathlon-AG2R La Mondiale \| + 24" \| \| \| 10è \| Peio Bilbao López de Armentia \| Bahrain Victorious \| + 25" \| \| |                               |                            |            |
| |                               |                            |            |
| Font: ProCyclingStats |                               |                            |            |
| Classificació general |                               |                            |            |
| Corredor | Corredor                      | Equip                      | Temps      |
| 1r | Primož Roglič                 | Bora-Hansgrohe             | 3h 55' 02" |
| 2n | Mattias Skjelmose             | Lidl-Trek                  | + 10"      |
| 3r | Remco Evenepoel               | Soudal Quick-Step          | + 10"      |
| 4t | Juan Ayuso Pesquera           | UAE Team Emirates          | + 14"      |
| 5è | Jonas Vingegaard              | Team Visma \| Lease a Bike | + 15"      |
| 6è | Kévin Vauquelin               | Arkéa-B&B Hotels           | + 16"      |
| 7è | Maximilian Schachmann         | Bora-Hansgrohe             | + 16"      |
| 8è | Brandon McNulty               | UAE Team Emirates          | + 23"      |
| 9è | Bruno Armirail                | Decathlon-AG2R La Mondiale | + 24"      |
| 10è | Peio Bilbao López de Armentia | Bahrain Victorious         | + 25"      |

| Classificació general | Classificació general         | Classificació general      | Classificació general | Classificació general |
| Corredor              | Corredor                      | Equip                      | Temps                 |                       |
| --------------------- | ----------------------------- | -------------------------- | --------------------- | --------------------- |
| 1r                    | Primož Roglič                 | Bora-Hansgrohe             | 3h 55' 02"            |                       |
| 2n                    | Mattias Skjelmose             | Lidl-Trek                  | + 10"                 |                       |
| 3r                    | Remco Evenepoel               | Soudal Quick-Step          | + 10"                 |                       |
| 4t                    | Juan Ayuso Pesquera           | UAE Team Emirates          | + 14"                 |                       |
| 5è                    | Jonas Vingegaard              | Team Visma \| Lease a Bike | + 15"                 |                       |
| 6è                    | Kévin Vauquelin               | Arkéa-B&B Hotels           | + 16"                 |                       |
| 7è                    | Maximilian Schachmann         | Bora-Hansgrohe             | + 16"                 |                       |
| 8è                    | Brandon McNulty               | UAE Team Emirates          | + 23"                 |                       |
| 9è                    | Bruno Armirail                | Decathlon-AG2R La Mondiale | + 24"                 |                       |
| 10è                   | Peio Bilbao López de Armentia | Bahrain Victorious         | + 25"                 |                       |

### Etapa 3
3 d'abril de 2024 – Ezpeleta ( França) fins a Altsasu, 190,9 km
| \| Classificació de l'etapa \| Classificació de l'etapa \| Classificació de l'etapa \| Classificació de l'etapa \| Classificació de l'etapa \| \| Corredor \| Corredor \| Equip \| Temps \| \| \| ------------------------ \| ------------------------ \| -------------------------- \| ------------------------ \| ------------------------ \| \| 1r \| Quinten Hermans \| Alpecin-Deceuninck \| 4h 40' 59" \| \| \| 2n \| Edoardo Zambanini \| Bahrain Victorious \| + 0" \| \| \| 3r \| Alexander Aranburu Deba \| Movistar Team \| + 0" \| \| \| 4t \| Davide De Pretto \| Team Jayco AlUla \| + 0" \| \| \| 5è \| Nikias Arndt \| Bahrain Victorious \| + 0" \| \| \| 6è \| Ethan Hayter \| Ineos Grenadiers \| + 0" \| \| \| 7è \| Romain Grégoire \| Groupama-FDJ \| + 0" \| \| \| 8è \| Kévin Vauquelin \| Arkéa-B&B Hotels \| + 0" \| \| \| 9è \| Vito Braet \| Intermarché-Wanty \| + 0" \| \| \| 10è \| Alan Retailleau \| Decathlon-AG2R La Mondiale \| + 0" \| \| |                         |                            |            |
| |                         |                            |            |
| Font: ProCyclingStats |                         |                            |            |
| Classificació de l'etapa |                         |                            |            |
| Corredor | Corredor                | Equip                      | Temps      |
| 1r | Quinten Hermans         | Alpecin-Deceuninck         | 4h 40' 59" |
| 2n | Edoardo Zambanini       | Bahrain Victorious         | + 0"       |
| 3r | Alexander Aranburu Deba | Movistar Team              | + 0"       |
| 4t | Davide De Pretto        | Team Jayco AlUla           | + 0"       |
| 5è | Nikias Arndt            | Bahrain Victorious         | + 0"       |
| 6è | Ethan Hayter            | Ineos Grenadiers           | + 0"       |
| 7è | Romain Grégoire         | Groupama-FDJ               | + 0"       |
| 8è | Kévin Vauquelin         | Arkéa-B&B Hotels           | + 0"       |
| 9è | Vito Braet              | Intermarché-Wanty          | + 0"       |
| 10è | Alan Retailleau         | Decathlon-AG2R La Mondiale | + 0"       |

| Classificació de l'etapa | Classificació de l'etapa | Classificació de l'etapa   | Classificació de l'etapa | Classificació de l'etapa |
| Corredor                 | Corredor                 | Equip                      | Temps                    |                          |
| ------------------------ | ------------------------ | -------------------------- | ------------------------ | ------------------------ |
| 1r                       | Quinten Hermans          | Alpecin-Deceuninck         | 4h 40' 59"               |                          |
| 2n                       | Edoardo Zambanini        | Bahrain Victorious         | + 0"                     |                          |
| 3r                       | Alexander Aranburu Deba  | Movistar Team              | + 0"                     |                          |
| 4t                       | Davide De Pretto         | Team Jayco AlUla           | + 0"                     |                          |
| 5è                       | Nikias Arndt             | Bahrain Victorious         | + 0"                     |                          |
| 6è                       | Ethan Hayter             | Ineos Grenadiers           | + 0"                     |                          |
| 7è                       | Romain Grégoire          | Groupama-FDJ               | + 0"                     |                          |
| 8è                       | Kévin Vauquelin          | Arkéa-B&B Hotels           | + 0"                     |                          |
| 9è                       | Vito Braet               | Intermarché-Wanty          | + 0"                     |                          |
| 10è                      | Alan Retailleau          | Decathlon-AG2R La Mondiale | + 0"                     |                          |

| \| Classificació general \| Classificació general \| Classificació general \| Classificació general \| Classificació general \| \| Corredor \| Corredor \| Equip \| Temps \| \| \| --------------------- \| ----------------------------- \| -------------------------- \| --------------------- \| --------------------- \| \| 1r \| Primož Roglič \| Bora-Hansgrohe \| 8h 36' 01" \| \| \| 2n \| Remco Evenepoel \| Soudal Quick-Step \| + 7" \| \| \| 3r \| Mattias Skjelmose \| Lidl-Trek \| + 10" \| \| \| 4t \| Juan Ayuso Pesquera \| UAE Team Emirates \| + 14" \| \| \| 5è \| Jonas Vingegaard \| Team Visma \\| Lease a Bike \| + 14" \| \| \| 6è \| Kévin Vauquelin \| Arkéa-B&B Hotels \| + 16" \| \| \| 7è \| Maximilian Schachmann \| Bora-Hansgrohe \| + 16" \| \| \| 8è \| Brandon McNulty \| UAE Team Emirates \| + 23" \| \| \| 9è \| Bruno Armirail \| Decathlon-AG2R La Mondiale \| + 24" \| \| \| 10è \| Peio Bilbao López de Armentia \| Bahrain Victorious \| + 25" \| \| |                               |                            |            |
| |                               |                            |            |
| Font: ProCyclingStats |                               |                            |            |
| Classificació general |                               |                            |            |
| Corredor | Corredor                      | Equip                      | Temps      |
| 1r | Primož Roglič                 | Bora-Hansgrohe             | 8h 36' 01" |
| 2n | Remco Evenepoel               | Soudal Quick-Step          | + 7"       |
| 3r | Mattias Skjelmose             | Lidl-Trek                  | + 10"      |
| 4t | Juan Ayuso Pesquera           | UAE Team Emirates          | + 14"      |
| 5è | Jonas Vingegaard              | Team Visma \| Lease a Bike | + 14"      |
| 6è | Kévin Vauquelin               | Arkéa-B&B Hotels           | + 16"      |
| 7è | Maximilian Schachmann         | Bora-Hansgrohe             | + 16"      |
| 8è | Brandon McNulty               | UAE Team Emirates          | + 23"      |
| 9è | Bruno Armirail                | Decathlon-AG2R La Mondiale | + 24"      |
| 10è | Peio Bilbao López de Armentia | Bahrain Victorious         | + 25"      |

| Classificació general | Classificació general         | Classificació general      | Classificació general | Classificació general |
| Corredor              | Corredor                      | Equip                      | Temps                 |                       |
| --------------------- | ----------------------------- | -------------------------- | --------------------- | --------------------- |
| 1r                    | Primož Roglič                 | Bora-Hansgrohe             | 8h 36' 01"            |                       |
| 2n                    | Remco Evenepoel               | Soudal Quick-Step          | + 7"                  |                       |
| 3r                    | Mattias Skjelmose             | Lidl-Trek                  | + 10"                 |                       |
| 4t                    | Juan Ayuso Pesquera           | UAE Team Emirates          | + 14"                 |                       |
| 5è                    | Jonas Vingegaard              | Team Visma \| Lease a Bike | + 14"                 |                       |
| 6è                    | Kévin Vauquelin               | Arkéa-B&B Hotels           | + 16"                 |                       |
| 7è                    | Maximilian Schachmann         | Bora-Hansgrohe             | + 16"                 |                       |
| 8è                    | Brandon McNulty               | UAE Team Emirates          | + 23"                 |                       |
| 9è                    | Bruno Armirail                | Decathlon-AG2R La Mondiale | + 24"                 |                       |
| 10è                   | Peio Bilbao López de Armentia | Bahrain Victorious         | + 25"                 |                       |

### Etapa 4
4 d'abril de 2024 – Etxarri Aranatz fins a Legutio, 159,0 km
La quarta etapa es veié afectada per una gran caiguda a uns 36 kilòmetres de l'arribada. Aquesta, feu que tres dels favorits a guanyar la Itzulia, Remco Evenepoel, Jonas Vingegaard i Primož Roglič, abandonessin la cursa. Hi hagué una dotzena de corredors afectats, entre ells Jay Vine (UAE Team Emirates), Sean Quinn (EF Education-EasyPost) i Natnael Tesfatsion (Lidl-Trek). Sense ambulàncies per poder continuar, la cursa fou aturada durant més d'una hora, fins que l'organització decidí deixar competir als sis homes de l'escapada, però els temps no comptarien per la classificació general, i el gran grup fou neutralitzat fins a l'arribada.
| \| Classificació de l'etapa \| Classificació de l'etapa \| Classificació de l'etapa \| Classificació de l'etapa \| Classificació de l'etapa \| \| Corredor \| Corredor \| Equip \| Temps \| \| \| ------------------------ \| ------------------------ \| ------------------------ \| ------------------------ \| ------------------------ \| \| 1r \| Louis Meintjes \| Intermarché-Wanty \| 4h 21' 15" \| \| \| 2n \| Reuben Thompson \| Groupama-FDJ \| + 0" \| \| \| 3r \| Karel Vacek \| Burgos-BH \| + 0" \| \| \| 4t \| Mikel Retegi \| Equipo Kern Pharma \| + 0" \| \| \| 5è \| Mathieu Burgaudeau \| TotalEnergies \| + 0" \| \| \| 6è \| Joseba López \| Caja Rural-Seguros RGA \| + 0" \| \| \| 7è \| Lorenzo Rota \| Intermarché-Wanty \| + 0" \| \| \| 8è \| Kevin Colleoni \| Intermarché-Wanty \| + 0" \| \| \| 9è \| Iván Cobo \| Equipo Kern Pharma \| + 0" \| \| \| 10è \| José Manuel Díaz Gallego \| Burgos-BH \| + 0" \| \| |                          |                        |            |
| |                          |                        |            |
| Font: ProCyclingStats |                          |                        |            |
| Classificació de l'etapa |                          |                        |            |
| Corredor | Corredor                 | Equip                  | Temps      |
| 1r | Louis Meintjes           | Intermarché-Wanty      | 4h 21' 15" |
| 2n | Reuben Thompson          | Groupama-FDJ           | + 0"       |
| 3r | Karel Vacek              | Burgos-BH              | + 0"       |
| 4t | Mikel Retegi             | Equipo Kern Pharma     | + 0"       |
| 5è | Mathieu Burgaudeau       | TotalEnergies          | + 0"       |
| 6è | Joseba López             | Caja Rural-Seguros RGA | + 0"       |
| 7è | Lorenzo Rota             | Intermarché-Wanty      | + 0"       |
| 8è | Kevin Colleoni           | Intermarché-Wanty      | + 0"       |
| 9è | Iván Cobo                | Equipo Kern Pharma     | + 0"       |
| 10è | José Manuel Díaz Gallego | Burgos-BH              | + 0"       |

| Classificació de l'etapa | Classificació de l'etapa | Classificació de l'etapa | Classificació de l'etapa | Classificació de l'etapa |
| Corredor                 | Corredor                 | Equip                    | Temps                    |                          |
| ------------------------ | ------------------------ | ------------------------ | ------------------------ | ------------------------ |
| 1r                       | Louis Meintjes           | Intermarché-Wanty        | 4h 21' 15"               |                          |
| 2n                       | Reuben Thompson          | Groupama-FDJ             | + 0"                     |                          |
| 3r                       | Karel Vacek              | Burgos-BH                | + 0"                     |                          |
| 4t                       | Mikel Retegi             | Equipo Kern Pharma       | + 0"                     |                          |
| 5è                       | Mathieu Burgaudeau       | TotalEnergies            | + 0"                     |                          |
| 6è                       | Joseba López             | Caja Rural-Seguros RGA   | + 0"                     |                          |
| 7è                       | Lorenzo Rota             | Intermarché-Wanty        | + 0"                     |                          |
| 8è                       | Kevin Colleoni           | Intermarché-Wanty        | + 0"                     |                          |
| 9è                       | Iván Cobo                | Equipo Kern Pharma       | + 0"                     |                          |
| 10è                      | José Manuel Díaz Gallego | Burgos-BH                | + 0"                     |                          |

| \| Classificació general \| Classificació general \| Classificació general \| Classificació general \| Classificació general \| \| Corredor \| Corredor \| Equip \| Temps \| \| \| --------------------- \| ----------------------------- \| -------------------------- \| --------------------- \| --------------------- \| \| 1r \| Mattias Skjelmose \| Lidl-Trek \| 8h 36' 11" \| \| \| 2n \| Juan Ayuso Pesquera \| UAE Team Emirates \| + 4" \| \| \| 3r \| Kévin Vauquelin \| Arkéa-B&B Hotels \| + 6" \| \| \| 4t \| Maximilian Schachmann \| Bora-Hansgrohe \| + 6" \| \| \| 5è \| Brandon McNulty \| UAE Team Emirates \| + 13" \| \| \| 6è \| Bruno Armirail \| Decathlon-AG2R La Mondiale \| + 14" \| \| \| 7è \| Peio Bilbao López de Armentia \| Bahrain Victorious \| + 15" \| \| \| 8è \| Paul Lapeira \| Decathlon-AG2R La Mondiale \| + 16" \| \| \| 9è \| Nélson Oliveira \| Movistar Team \| + 18" \| \| \| 10è \| Romain Grégoire \| Groupama-FDJ \| + 18" \| \| |                               |                            |            |
| |                               |                            |            |
| Font: ProCyclingStats |                               |                            |            |
| Classificació general |                               |                            |            |
| Corredor | Corredor                      | Equip                      | Temps      |
| 1r | Mattias Skjelmose             | Lidl-Trek                  | 8h 36' 11" |
| 2n | Juan Ayuso Pesquera           | UAE Team Emirates          | + 4"       |
| 3r | Kévin Vauquelin               | Arkéa-B&B Hotels           | + 6"       |
| 4t | Maximilian Schachmann         | Bora-Hansgrohe             | + 6"       |
| 5è | Brandon McNulty               | UAE Team Emirates          | + 13"      |
| 6è | Bruno Armirail                | Decathlon-AG2R La Mondiale | + 14"      |
| 7è | Peio Bilbao López de Armentia | Bahrain Victorious         | + 15"      |
| 8è | Paul Lapeira                  | Decathlon-AG2R La Mondiale | + 16"      |
| 9è | Nélson Oliveira               | Movistar Team              | + 18"      |
| 10è | Romain Grégoire               | Groupama-FDJ               | + 18"      |

| Classificació general | Classificació general         | Classificació general      | Classificació general | Classificació general |
| Corredor              | Corredor                      | Equip                      | Temps                 |                       |
| --------------------- | ----------------------------- | -------------------------- | --------------------- | --------------------- |
| 1r                    | Mattias Skjelmose             | Lidl-Trek                  | 8h 36' 11"            |                       |
| 2n                    | Juan Ayuso Pesquera           | UAE Team Emirates          | + 4"                  |                       |
| 3r                    | Kévin Vauquelin               | Arkéa-B&B Hotels           | + 6"                  |                       |
| 4t                    | Maximilian Schachmann         | Bora-Hansgrohe             | + 6"                  |                       |
| 5è                    | Brandon McNulty               | UAE Team Emirates          | + 13"                 |                       |
| 6è                    | Bruno Armirail                | Decathlon-AG2R La Mondiale | + 14"                 |                       |
| 7è                    | Peio Bilbao López de Armentia | Bahrain Victorious         | + 15"                 |                       |
| 8è                    | Paul Lapeira                  | Decathlon-AG2R La Mondiale | + 16"                 |                       |
| 9è                    | Nélson Oliveira               | Movistar Team              | + 18"                 |                       |
| 10è                   | Romain Grégoire               | Groupama-FDJ               | + 18"                 |                       |

### Etapa 5
5 d'abril de 2024 – Vitoria-Gasteiz fins a Amorebieta-Etxano, 175,9 km
| \| Classificació de l'etapa \| Classificació de l'etapa \| Classificació de l'etapa \| Classificació de l'etapa \| Classificació de l'etapa \| \| Corredor \| Corredor \| Equip \| Temps \| \| \| ------------------------ \| ----------------------------- \| ------------------------ \| ------------------------ \| ------------------------ \| \| 1r \| Romain Grégoire \| Groupama-FDJ \| 3h 43' 28" \| \| \| 2n \| Orluis Aular Sanabria \| Caja Rural-Seguros RGA \| + 0" \| \| \| 3r \| Maximilian Schachmann \| Bora-Hansgrohe \| + 0" \| \| \| 4t \| Quentin Pacher \| Groupama-FDJ \| + 0" \| \| \| 5è \| Alexander Aranburu Deba \| Movistar Team \| + 0" \| \| \| 6è \| Santiago Buitrago Sánchez \| Bahrain Victorious \| + 0" \| \| \| 7è \| Peio Bilbao López de Armentia \| Bahrain Victorious \| + 0" \| \| \| 8è \| Damien Howson \| Q36.5 Pro Cycling Team \| + 0" \| \| \| 9è \| Samuele Battistella \| Astana Qazaqstan Team \| + 0" \| \| \| 10è \| Carlos Rodríguez Cano \| Ineos Grenadiers \| + 0" \| \| |                               |                        |            |
| |                               |                        |            |
| Font: ProCyclingStats |                               |                        |            |
| Classificació de l'etapa |                               |                        |            |
| Corredor | Corredor                      | Equip                  | Temps      |
| 1r | Romain Grégoire               | Groupama-FDJ           | 3h 43' 28" |
| 2n | Orluis Aular Sanabria         | Caja Rural-Seguros RGA | + 0"       |
| 3r | Maximilian Schachmann         | Bora-Hansgrohe         | + 0"       |
| 4t | Quentin Pacher                | Groupama-FDJ           | + 0"       |
| 5è | Alexander Aranburu Deba       | Movistar Team          | + 0"       |
| 6è | Santiago Buitrago Sánchez     | Bahrain Victorious     | + 0"       |
| 7è | Peio Bilbao López de Armentia | Bahrain Victorious     | + 0"       |
| 8è | Damien Howson                 | Q36.5 Pro Cycling Team | + 0"       |
| 9è | Samuele Battistella           | Astana Qazaqstan Team  | + 0"       |
| 10è | Carlos Rodríguez Cano         | Ineos Grenadiers       | + 0"       |

| Classificació de l'etapa | Classificació de l'etapa      | Classificació de l'etapa | Classificació de l'etapa | Classificació de l'etapa |
| Corredor                 | Corredor                      | Equip                    | Temps                    |                          |
| ------------------------ | ----------------------------- | ------------------------ | ------------------------ | ------------------------ |
| 1r                       | Romain Grégoire               | Groupama-FDJ             | 3h 43' 28"               |                          |
| 2n                       | Orluis Aular Sanabria         | Caja Rural-Seguros RGA   | + 0"                     |                          |
| 3r                       | Maximilian Schachmann         | Bora-Hansgrohe           | + 0"                     |                          |
| 4t                       | Quentin Pacher                | Groupama-FDJ             | + 0"                     |                          |
| 5è                       | Alexander Aranburu Deba       | Movistar Team            | + 0"                     |                          |
| 6è                       | Santiago Buitrago Sánchez     | Bahrain Victorious       | + 0"                     |                          |
| 7è                       | Peio Bilbao López de Armentia | Bahrain Victorious       | + 0"                     |                          |
| 8è                       | Damien Howson                 | Q36.5 Pro Cycling Team   | + 0"                     |                          |
| 9è                       | Samuele Battistella           | Astana Qazaqstan Team    | + 0"                     |                          |
| 10è                      | Carlos Rodríguez Cano         | Ineos Grenadiers         | + 0"                     |                          |

| \| Classificació general \| Classificació general \| Classificació general \| Classificació general \| Classificació general \| \| Corredor \| Corredor \| Equip \| Temps \| \| \| --------------------- \| ----------------------------- \| -------------------------- \| --------------------- \| --------------------- \| \| 1r \| Mattias Skjelmose \| Lidl-Trek \| 12h 19' 39" \| \| \| 2n \| Maximilian Schachmann \| Bora-Hansgrohe \| + 2" \| \| \| 3r \| Juan Ayuso Pesquera \| UAE Team Emirates \| + 4" \| \| \| 4t \| Kévin Vauquelin \| Arkéa-B&B Hotels \| + 6" \| \| \| 5è \| Romain Grégoire \| Groupama-FDJ \| + 8" \| \| \| 6è \| Brandon McNulty \| UAE Team Emirates \| + 13" \| \| \| 7è \| Bruno Armirail \| Decathlon-AG2R La Mondiale \| + 14" \| \| \| 8è \| Peio Bilbao López de Armentia \| Bahrain Victorious \| + 15" \| \| \| 9è \| Alexander Aranburu Deba \| Movistar Team \| + 23" \| \| \| 10è \| Jordan Jegat \| TotalEnergies \| + 30" \| \| |                               |                            |             |
| |                               |                            |             |
| Font: ProCyclingStats |                               |                            |             |
| Classificació general |                               |                            |             |
| Corredor | Corredor                      | Equip                      | Temps       |
| 1r | Mattias Skjelmose             | Lidl-Trek                  | 12h 19' 39" |
| 2n | Maximilian Schachmann         | Bora-Hansgrohe             | + 2"        |
| 3r | Juan Ayuso Pesquera           | UAE Team Emirates          | + 4"        |
| 4t | Kévin Vauquelin               | Arkéa-B&B Hotels           | + 6"        |
| 5è | Romain Grégoire               | Groupama-FDJ               | + 8"        |
| 6è | Brandon McNulty               | UAE Team Emirates          | + 13"       |
| 7è | Bruno Armirail                | Decathlon-AG2R La Mondiale | + 14"       |
| 8è | Peio Bilbao López de Armentia | Bahrain Victorious         | + 15"       |
| 9è | Alexander Aranburu Deba       | Movistar Team              | + 23"       |
| 10è | Jordan Jegat                  | TotalEnergies              | + 30"       |

| Classificació general | Classificació general         | Classificació general      | Classificació general | Classificació general |
| Corredor              | Corredor                      | Equip                      | Temps                 |                       |
| --------------------- | ----------------------------- | -------------------------- | --------------------- | --------------------- |
| 1r                    | Mattias Skjelmose             | Lidl-Trek                  | 12h 19' 39"           |                       |
| 2n                    | Maximilian Schachmann         | Bora-Hansgrohe             | + 2"                  |                       |
| 3r                    | Juan Ayuso Pesquera           | UAE Team Emirates          | + 4"                  |                       |
| 4t                    | Kévin Vauquelin               | Arkéa-B&B Hotels           | + 6"                  |                       |
| 5è                    | Romain Grégoire               | Groupama-FDJ               | + 8"                  |                       |
| 6è                    | Brandon McNulty               | UAE Team Emirates          | + 13"                 |                       |
| 7è                    | Bruno Armirail                | Decathlon-AG2R La Mondiale | + 14"                 |                       |
| 8è                    | Peio Bilbao López de Armentia | Bahrain Victorious         | + 15"                 |                       |
| 9è                    | Alexander Aranburu Deba       | Movistar Team              | + 23"                 |                       |
| 10è                   | Jordan Jegat                  | TotalEnergies              | + 30"                 |                       |

### Etapa 6
6 d'abril de 2024 – Eibar fins a Eibar, 137,8 km
| \| Classificació de l'etapa \| Classificació de l'etapa \| Classificació de l'etapa \| Classificació de l'etapa \| Classificació de l'etapa \| \| Corredor \| Corredor \| Equip \| Temps \| \| \| ------------------------ \| ----------------------------- \| ------------------------- \| ------------------------ \| ------------------------ \| \| 1r \| Carlos Rodríguez Cano \| Ineos Grenadiers \| 3h 37' 13" \| \| \| 2n \| Juan Ayuso Pesquera \| UAE Team Emirates \| + 0" \| \| \| 3r \| Marc Soler i Giménez \| UAE Team Emirates \| + 41" \| \| \| 4t \| Mattias Skjelmose \| Lidl-Trek \| + 41" \| \| \| 5è \| Oscar Onley \| Team dsm-firmenich PostNL \| + 41" \| \| \| 6è \| Bauke Mollema \| Lidl-Trek \| + 1' 31" \| \| \| 7è \| Brandon McNulty \| UAE Team Emirates \| + 1' 31" \| \| \| 8è \| Peio Bilbao López de Armentia \| Bahrain Victorious \| + 1' 31" \| \| \| 9è \| Esteban Chaves Rubio \| EF Education-EasyPost \| + 1' 33" \| \| \| 10è \| Isaac del Toro \| UAE Team Emirates \| + 1' 41" \| \| |                               |                           |            |
| |                               |                           |            |
| Font: ProCyclingStats |                               |                           |            |
| Classificació de l'etapa |                               |                           |            |
| Corredor | Corredor                      | Equip                     | Temps      |
| 1r | Carlos Rodríguez Cano         | Ineos Grenadiers          | 3h 37' 13" |
| 2n | Juan Ayuso Pesquera           | UAE Team Emirates         | + 0"       |
| 3r | Marc Soler i Giménez          | UAE Team Emirates         | + 41"      |
| 4t | Mattias Skjelmose             | Lidl-Trek                 | + 41"      |
| 5è | Oscar Onley                   | Team dsm-firmenich PostNL | + 41"      |
| 6è | Bauke Mollema                 | Lidl-Trek                 | + 1' 31"   |
| 7è | Brandon McNulty               | UAE Team Emirates         | + 1' 31"   |
| 8è | Peio Bilbao López de Armentia | Bahrain Victorious        | + 1' 31"   |
| 9è | Esteban Chaves Rubio          | EF Education-EasyPost     | + 1' 33"   |
| 10è | Isaac del Toro                | UAE Team Emirates         | + 1' 41"   |

## Classificacions finals

### Classificació general
| \| Classificació general \| Classificació general \| Classificació general \| Classificació general \| Classificació general \| \| Corredor \| Corredor \| Equip \| Temps \| \| \| --------------------- \| ----------------------------- \| -------------------------- \| --------------------- \| --------------------- \| \| 1r \| Juan Ayuso Pesquera \| UAE Team Emirates \| 15h 56' 50" \| \| \| 2n \| Carlos Rodríguez Cano \| Ineos Grenadiers \| + 42" \| \| \| 3r \| Mattias Skjelmose \| Lidl-Trek \| + 43" \| \| \| 4t \| Marc Soler i Giménez \| UAE Team Emirates \| + 1' 23" \| \| \| 5è \| Brandon McNulty \| UAE Team Emirates \| + 1' 46" \| \| \| 6è \| Peio Bilbao López de Armentia \| Bahrain Victorious \| + 1' 48" \| \| \| 7è \| Isaac del Toro \| UAE Team Emirates \| + 2' 15" \| \| \| 8è \| Kévin Vauquelin \| Arkéa-B&B Hotels \| + 2' 38" \| \| \| 9è \| Ion Izagirre Insausti \| Cofidis \| + 3' 06" \| \| \| 10è \| Alex Baudin \| Decathlon-AG2R La Mondiale \| + 3' 07" \| \| \| 11è \| Santiago Buitrago Sánchez \| Bahrain Victorious \| + 3' 09" \| \| \| 12è \| Jai Hindley \| Bora-Hansgrohe \| + 3' 19" \| \| \| 13è \| Maximilian Schachmann \| Bora-Hansgrohe \| + 3' 40" \| \| \| 14è \| Victor Langellotti \| Burgos-BH \| + 3' 59" \| \| \| 15è \| Alexander Aranburu Deba \| Movistar Team \| + 4' 01" \| \| \| 16è \| Esteban Chaves Rubio \| EF Education-EasyPost \| + 4' 01" \| \| \| 17è \| Jordan Jegat \| TotalEnergies \| + 4' 08" \| \| \| 18è \| Ethan Hayter \| Ineos Grenadiers \| + 4' 10" \| \| \| 19è \| Oscar Onley \| Team dsm-firmenich PostNL \| + 4' 48" \| \| \| 20è \| Bruno Armirail \| Decathlon-AG2R La Mondiale \| + 5' 32" \| \| \| 21è \| Rigoberto Urán \| EF Education-EasyPost \| + 5' 57" \| \| \| 22è \| Simon Geschke \| Cofidis \| + 6' 14" \| \| \| 23è \| Quentin Pacher \| Groupama-FDJ \| + 6' 17" \| \| \| 24è \| Víctor de la Parte González \| Euskaltel-Euskadi \| + 6' 18" \| \| \| 25è \| Junior Lecerf \| Soudal Quick-Step \| + 6' 31" \| \| |                               |                            |             |
| |                               |                            |             |
| Font: ProCyclingStats |                               |                            |             |
| Classificació general |                               |                            |             |
| Corredor | Corredor                      | Equip                      | Temps       |
| 1r | Juan Ayuso Pesquera           | UAE Team Emirates          | 15h 56' 50" |
| 2n | Carlos Rodríguez Cano         | Ineos Grenadiers           | + 42"       |
| 3r | Mattias Skjelmose             | Lidl-Trek                  | + 43"       |
| 4t | Marc Soler i Giménez          | UAE Team Emirates          | + 1' 23"    |
| 5è | Brandon McNulty               | UAE Team Emirates          | + 1' 46"    |
| 6è | Peio Bilbao López de Armentia | Bahrain Victorious         | + 1' 48"    |
| 7è | Isaac del Toro                | UAE Team Emirates          | + 2' 15"    |
| 8è | Kévin Vauquelin               | Arkéa-B&B Hotels           | + 2' 38"    |
| 9è | Ion Izagirre Insausti         | Cofidis                    | + 3' 06"    |
| 10è | Alex Baudin                   | Decathlon-AG2R La Mondiale | + 3' 07"    |
| 11è | Santiago Buitrago Sánchez     | Bahrain Victorious         | + 3' 09"    |
| 12è | Jai Hindley                   | Bora-Hansgrohe             | + 3' 19"    |
| 13è | Maximilian Schachmann         | Bora-Hansgrohe             | + 3' 40"    |
| 14è | Victor Langellotti            | Burgos-BH                  | + 3' 59"    |
| 15è | Alexander Aranburu Deba       | Movistar Team              | + 4' 01"    |
| 16è | Esteban Chaves Rubio          | EF Education-EasyPost      | + 4' 01"    |
| 17è | Jordan Jegat                  | TotalEnergies              | + 4' 08"    |
| 18è | Ethan Hayter                  | Ineos Grenadiers           | + 4' 10"    |
| 19è | Oscar Onley                   | Team dsm-firmenich PostNL  | + 4' 48"    |
| 20è | Bruno Armirail                | Decathlon-AG2R La Mondiale | + 5' 32"    |
| 21è | Rigoberto Urán                | EF Education-EasyPost      | + 5' 57"    |
| 22è | Simon Geschke                 | Cofidis                    | + 6' 14"    |
| 23è | Quentin Pacher                | Groupama-FDJ               | + 6' 17"    |
| 24è | Víctor de la Parte González   | Euskaltel-Euskadi          | + 6' 18"    |
| 25è | Junior Lecerf                 | Soudal Quick-Step          | + 6' 31"    |

| Classificació per punts | Classificació per punts | Classificació per punts | Classificació per punts | Classificació per punts |
| Corredor                | Corredor                | Equip                   | Punts                   |                         |
| ----------------------- | ----------------------- | ----------------------- | ----------------------- | ----------------------- |
| 1r                      | Alexander Aranburu Deba | Movistar Team           | 40 pts                  |                         |
| 2n                      | Juan Ayuso Pesquera     | UAE Team Emirates       | 35 pts                  |                         |
| 3r                      | Romain Grégoire         | Groupama-FDJ            | 34 pts                  |                         |
| 4t                      | Carlos Rodríguez Cano   | Ineos Grenadiers        | 31 pts                  |                         |
| 5è                      | Mattias Skjelmose       | Lidl-Trek               | 30 pts                  |                         |
| 6è                      | Isaac del Toro          | UAE Team Emirates       | 28 pts                  |                         |
| 7è                      | Marc Soler i Giménez    | UAE Team Emirates       | 26 pts                  |                         |
| 8è                      | Maximilian Schachmann   | Bora-Hansgrohe          | 24 pts                  |                         |
| 9è                      | Kévin Vauquelin         | Arkéa-B&B Hotels        | 23 pts                  |                         |
| 10è                     | Brandon McNulty         | UAE Team Emirates       | 21 pts                  |                         |

| Classificació per punts | Classificació per punts | Classificació per punts | Classificació per punts | Classificació per punts |
| Corredor                | Corredor                | Equip                   | Punts                   |                         |
| ----------------------- | ----------------------- | ----------------------- | ----------------------- | ----------------------- |
| 1r                      | Alexander Aranburu Deba | Movistar Team           | 40 pts                  |                         |
| 2n                      | Juan Ayuso Pesquera     | UAE Team Emirates       | 35 pts                  |                         |
| 3r                      | Romain Grégoire         | Groupama-FDJ            | 34 pts                  |                         |
| 4t                      | Carlos Rodríguez Cano   | Ineos Grenadiers        | 31 pts                  |                         |
| 5è                      | Mattias Skjelmose       | Lidl-Trek               | 30 pts                  |                         |
| 6è                      | Isaac del Toro          | UAE Team Emirates       | 28 pts                  |                         |
| 7è                      | Marc Soler i Giménez    | UAE Team Emirates       | 26 pts                  |                         |
| 8è                      | Maximilian Schachmann   | Bora-Hansgrohe          | 24 pts                  |                         |
| 9è                      | Kévin Vauquelin         | Arkéa-B&B Hotels        | 23 pts                  |                         |
| 10è                     | Brandon McNulty         | UAE Team Emirates       | 21 pts                  |                         |

| Classificació del millor jove | Classificació del millor jove | Classificació del millor jove | Classificació del millor jove | Classificació del millor jove |
| Corredor                      | Corredor                      | Equip                         | Temps                         |                               |
| ----------------------------- | ----------------------------- | ----------------------------- | ----------------------------- | ----------------------------- |
| 1r                            | Juan Ayuso Pesquera           | UAE Team Emirates             | 15h 56' 50"                   |                               |
| 2n                            | Isaac del Toro                | UAE Team Emirates             | + 2' 15"                      |                               |
| 3r                            | Oscar Onley                   | Team dsm-firmenich PostNL     | + 4' 48"                      |                               |
| 4t                            | Junior Lecerf                 | Soudal Quick-Step             | + 6' 31"                      |                               |
| 5è                            | Romain Grégoire               | Groupama-FDJ                  | + 9' 39"                      |                               |
| 6è                            | Gianmarco Garofoli            | Astana Qazaqstan Team         | + 12' 42"                     |                               |
| 7è                            | Johannes Staune-Mittet        | Team Visma \| Lease a Bike    | + 13' 52"                     |                               |
| 8è                            | Igor Arrieta                  | UAE Team Emirates             | + 17' 14"                     |                               |
| 9è                            | Alexy Faure Prost             | Intermarché-Wanty             | + 25' 04"                     |                               |
| 10è                           | Iker Mintegi                  | Euskaltel-Euskadi             | + 28' 11"                     |                               |

| Classificació del millor jove | Classificació del millor jove | Classificació del millor jove | Classificació del millor jove | Classificació del millor jove |
| Corredor                      | Corredor                      | Equip                         | Temps                         |                               |
| ----------------------------- | ----------------------------- | ----------------------------- | ----------------------------- | ----------------------------- |
| 1r                            | Juan Ayuso Pesquera           | UAE Team Emirates             | 15h 56' 50"                   |                               |
| 2n                            | Isaac del Toro                | UAE Team Emirates             | + 2' 15"                      |                               |
| 3r                            | Oscar Onley                   | Team dsm-firmenich PostNL     | + 4' 48"                      |                               |
| 4t                            | Junior Lecerf                 | Soudal Quick-Step             | + 6' 31"                      |                               |
| 5è                            | Romain Grégoire               | Groupama-FDJ                  | + 9' 39"                      |                               |
| 6è                            | Gianmarco Garofoli            | Astana Qazaqstan Team         | + 12' 42"                     |                               |
| 7è                            | Johannes Staune-Mittet        | Team Visma \| Lease a Bike    | + 13' 52"                     |                               |
| 8è                            | Igor Arrieta                  | UAE Team Emirates             | + 17' 14"                     |                               |
| 9è                            | Alexy Faure Prost             | Intermarché-Wanty             | + 25' 04"                     |                               |
| 10è                           | Iker Mintegi                  | Euskaltel-Euskadi             | + 28' 11"                     |                               |

| Classificació de la muntanya | Classificació de la muntanya | Classificació de la muntanya | Classificació de la muntanya | Classificació de la muntanya |
| Corredor                     | Corredor                     | Equip                        | Punts                        |                              |
| ---------------------------- | ---------------------------- | ---------------------------- | ---------------------------- | ---------------------------- |
| 1r                           | Sepp Kuss                    | Team Visma \| Lease a Bike   | 35 pts                       |                              |
| 2n                           | Louis Meintjes               | Intermarché-Wanty            | 20 pts                       |                              |
| 3r                           | Isaac del Toro               | UAE Team Emirates            | 15 pts                       |                              |
| 4t                           | Rein Taaramäe                | Intermarché-Wanty            | 15 pts                       |                              |
| 5è                           | Igor Arrieta                 | UAE Team Emirates            | 15 pts                       |                              |
| 6è                           | Oscar Onley                  | Team dsm-firmenich PostNL    | 14 pts                       |                              |
| 7è                           | Marc Soler i Giménez         | UAE Team Emirates            | 14 pts                       |                              |
| 8è                           | Esteban Chaves Rubio         | EF Education-EasyPost        | 12 pts                       |                              |
| 9è                           | Alan Jousseaume              | TotalEnergies                | 11 pts                       |                              |
| 10è                          | Eric Fagúndez                | Burgos-BH                    | 11 pts                       |                              |

| Classificació de la muntanya | Classificació de la muntanya | Classificació de la muntanya | Classificació de la muntanya | Classificació de la muntanya |
| Corredor                     | Corredor                     | Equip                        | Punts                        |                              |
| ---------------------------- | ---------------------------- | ---------------------------- | ---------------------------- | ---------------------------- |
| 1r                           | Sepp Kuss                    | Team Visma \| Lease a Bike   | 35 pts                       |                              |
| 2n                           | Louis Meintjes               | Intermarché-Wanty            | 20 pts                       |                              |
| 3r                           | Isaac del Toro               | UAE Team Emirates            | 15 pts                       |                              |
| 4t                           | Rein Taaramäe                | Intermarché-Wanty            | 15 pts                       |                              |
| 5è                           | Igor Arrieta                 | UAE Team Emirates            | 15 pts                       |                              |
| 6è                           | Oscar Onley                  | Team dsm-firmenich PostNL    | 14 pts                       |                              |
| 7è                           | Marc Soler i Giménez         | UAE Team Emirates            | 14 pts                       |                              |
| 8è                           | Esteban Chaves Rubio         | EF Education-EasyPost        | 12 pts                       |                              |
| 9è                           | Alan Jousseaume              | TotalEnergies                | 11 pts                       |                              |
| 10è                          | Eric Fagúndez                | Burgos-BH                    | 11 pts                       |                              |

| Classificació per equips | Classificació per equips   | Classificació per equips | Classificació per equips |
| Equip                    | Equip                      | Temps                    |                          |
| ------------------------ | -------------------------- | ------------------------ | ------------------------ |
| 1r                       | UAE Team Emirates          | 47h 53' 27"              |                          |
| 2n                       | Bahrain Victorious         | + 8' 30"                 |                          |
| 3r                       | Ineos Grenadiers           | + 8' 36"                 |                          |
| 4t                       | EF Education-EasyPost      | + 9' 43"                 |                          |
| 5è                       | Bora-Hansgrohe             | + 9' 53"                 |                          |
| 6è                       | Lidl-Trek                  | + 9' 56"                 |                          |
| 7è                       | Movistar Team              | + 13' 49"                |                          |
| 8è                       | Team Visma \| Lease a Bike | + 17' 02"                |                          |
| 9è                       | Decathlon-AG2R La Mondiale | + 17' 59"                |                          |
| 10è                      | Team dsm-firmenich PostNL  | + 18' 48"                |                          |

| Classificació per equips | Classificació per equips   | Classificació per equips | Classificació per equips |
| Equip                    | Equip                      | Temps                    |                          |
| ------------------------ | -------------------------- | ------------------------ | ------------------------ |
| 1r                       | UAE Team Emirates          | 47h 53' 27"              |                          |
| 2n                       | Bahrain Victorious         | + 8' 30"                 |                          |
| 3r                       | Ineos Grenadiers           | + 8' 36"                 |                          |
| 4t                       | EF Education-EasyPost      | + 9' 43"                 |                          |
| 5è                       | Bora-Hansgrohe             | + 9' 53"                 |                          |
| 6è                       | Lidl-Trek                  | + 9' 56"                 |                          |
| 7è                       | Movistar Team              | + 13' 49"                |                          |
| 8è                       | Team Visma \| Lease a Bike | + 17' 02"                |                          |
| 9è                       | Decathlon-AG2R La Mondiale | + 17' 59"                |                          |
| 10è                      | Team dsm-firmenich PostNL  | + 18' 48"                |                          |

## Evolució de les classificacions
| Stage | Vencedor        | Classificació general | Classificació per punts | Classificació de la muntanya | Classificació dels joves | Classificació dels Bascs | Classificació per equips | Premi de la combativitat |
| ----- | --------------- | --------------------- | ----------------------- | ---------------------------- | ------------------------ | ------------------------ | ------------------------ | ------------------------ |
| 1     | Primož Roglič   | Primož Roglič         | Primož Roglič           | Primož Roglič                | Juan Ayuso               | Ion Izagirre             | UAE Team Emirates        | Primož Roglič            |
| 2     | Paul Lapeira    | Primož Roglič         | Primož Roglič           | Primož Roglič                | Juan Ayuso               | Pello Bilbao             | Bora-Hansgrohe           | Alexis Vuillermoz        |
| 3     | Quinten Hermans | Primož Roglič         | Quinten Hermans         | Louis Meintjes               | Juan Ayuso               | Pello Bilbao             | Bora-Hansgrohe           | Primož Roglič            |
| 4     | Louis Meintjes  | Mattias Skjelmose     | Quinten Hermans         | Louis Meintjes               | Juan Ayuso               | Pello Bilbao             | Bora-Hansgrohe           | Louis Meintjes           |
| 5     | Romain Grégoire | Mattias Skjelmose     | Alex Aranburu           | Louis Meintjes               | Juan Ayuso               | Pello Bilbao             | UAE Team Emirates        | Isaac Del Toro           |
| 6     | Juan Ayuso      | Juan Ayuso            | Alex Aranburu           | Sepp Kuss                    | Juan Ayuso               | Pello Bilbao             | UAE Team Emirates        | Marc Soler               |
| Final | Final           | Juan Ayuso            | Alex Aranburu           | Sepp Kuss                    | Juan Ayuso               | Pello Bilbao             | UAE Team Emirates        | no entregat              |

1. 1 2  Durant la segona etapa, Jay Vine portà el mallot verd i Ethan Hayter el blanc amb punts vermells ja que Primož Roglič, qui era líder en les dues classificacions, portà el mallot groc com a líder de la general.
2. 1 2  Durant la segona etapa, Paul Lapeira portà el mallot verd i Jetse Bol el blanc amb punts vermells ja que Primož Roglič, qui era líder en les dues classificacions, portà el mallot groc com a líder de la general.

## Llista de participants
| Team Visma \| Lease a Bike TVL | Team Visma \| Lease a Bike TVL | Team Visma \| Lease a Bike TVL |
| ------------------------------ | ------------------------------ | ------------------------------ |
| Núm                            | Ciclista                       | Pos                            |
| 1                              | Jonas Vingegaard (DEN)         | DNF-4                          |
| 2                              | Steven Kruijswijk (NED)        | 58è                            |
| 3                              | Sepp Kuss (USA)                | 41è                            |
| 4                              | Loe van Belle (NED)            | NP-6                           |
| 5                              | Johannes Staune-Mittet (NOR)   | 53è                            |
| 6                              | Ben Tulett (GBR)               | NP-3                           |
| 7                              | Milan Vader (NED)              | 72è                            |

| Soudal Quick-Step SOQ | Soudal Quick-Step SOQ                | Soudal Quick-Step SOQ |
| --------------------- | ------------------------------------ | --------------------- |
| Núm                   | Ciclista                             | Pos                   |
| 11                    | Remco Evenepoel (BEL) (ruta i crono) | DNF-4                 |
| 12                    | Gil Gelders (BEL)                    | DNF-5                 |
| 13                    | James Knox (GBR)                     | DNF-6                 |
| 14                    | Mikel Landa Meana (ESP)              | DNF-5                 |
| 15                    | Junior Lecerf (BEL)                  | 25è                   |
| 16                    | Pieter Serry (BEL)                   | DNF-6                 |
| 17                    | Louis Vervaeke (BEL)                 | DNF-6                 |

| Movistar Team MOV | Movistar Team MOV               | Movistar Team MOV |
| ----------------- | ------------------------------- | ----------------- |
| Núm               | Ciclista                        | Pos               |
| 21                | Alexander Aranburu Deba (ESP)   | 15è               |
| 22                | Jon Barrenetxea (ESP)           | 67è               |
| 23                | Davide Formolo (ITA)            | 45è               |
| 24                | Pelayo Sánchez Mayo (ESP)       | DNF-5             |
| 25                | Gregor Mühlberger (AUT) (ruta)  | 54è               |
| 26                | Nélson Oliveira (POR)           | 34è               |
| 27                | Gonzalo Serrano Rodríguez (ESP) | DNF-5             |

| Bora-Hansgrohe BOH | Bora-Hansgrohe BOH            | Bora-Hansgrohe BOH |
| ------------------ | ----------------------------- | ------------------ |
| Núm                | Ciclista                      | Pos                |
| 31                 | Primož Roglič (SLO)           | DNF-4              |
| 32                 | Roger Adrià Oliveras (ESP)    | DNF-6              |
| 33                 | Emanuel Buchmann (GER) (ruta) | 32è                |
| 34                 | Jai Hindley (AUS)             | 12è                |
| 35                 | Bob Jungels (LUX)             | 91è                |
| 36                 | Maximilian Schachmann (GER)   | 13è                |
| 37                 | Matteo Sobrero (ITA)          | DNF-6              |

| EF Education-EasyPost EFE | EF Education-EasyPost EFE  | EF Education-EasyPost EFE |
| ------------------------- | -------------------------- | ------------------------- |
| Núm                       | Ciclista                   | Pos                       |
| 41                        | Rigoberto Urán (COL)       | 21è                       |
| 42                        | Alexander Cepeda (ECU)     | 44è                       |
| 43                        | Esteban Chaves Rubio (COL) | 16è                       |
| 44                        | Sean Quinn (USA)           | DNF-4                     |
| 45                        | Archie Ryan (IRL)          | 39è                       |
| 46                        | James Shaw (GBR)           | 50è                       |
| 47                        | Markel Beloki (ESP)        | 89è                       |

| Arkéa-B&B Hotels ARK | Arkéa-B&B Hotels ARK      | Arkéa-B&B Hotels ARK |
| -------------------- | ------------------------- | -------------------- |
| Núm                  | Ciclista                  | Pos                  |
| 51                   | Clément Champoussin (FRA) | 57è                  |
| 52                   | Élie Gesbert (FRA)        | DNF-4                |
| 53                   | Alessandro Verre (ITA)    | 79è                  |
| 54                   | Anthony Delaplace (FRA)   | 69è                  |
| 55                   | Laurens Huys (BEL)        | 106è                 |
| 56                   | Łukasz Owsian (POL)       | NP-4                 |
| 57                   | Kévin Vauquelin (FRA)     | 8è                   |

| Team Jayco AlUla JAY | Team Jayco AlUla JAY          | Team Jayco AlUla JAY |
| -------------------- | ----------------------------- | -------------------- |
| Núm                  | Ciclista                      | Pos                  |
| 61                   | Lucas Hamilton (AUS)          | 33è                  |
| 62                   | Davide De Pretto (ITA)        | NP-6                 |
| 63                   | Edward Dunbar (IRL)           | 35è                  |
| 64                   | Felix Engelhardt (GER)        | DNF-6                |
| 65                   | Rudy Porter (AUS)             | 51è                  |
| 66                   | Christopher Juul-Jensen (DEN) | 78è                  |
| 67                   | Mauro Schmid (SUI)            | DNF-6                |

| Lidl-Trek LTK | Lidl-Trek LTK                  | Lidl-Trek LTK |
| ------------- | ------------------------------ | ------------- |
| Núm           | Ciclista                       | Pos           |
| 71            | Mattias Skjelmose (DEN) (ruta) | 3r            |
| 72            | Andrea Bagioli (ITA)           | DNF-6         |
| 73            | Julien Bernard (FRA)           | DNF-6         |
| 74            | Fabio Felline (ITA)            | DNF-6         |
| 75            | Tao Geoghegan Hart (GBR)       | 43è           |
| 76            | Bauke Mollema (NED)            | 27è           |
| 77            | Natnael Tesfatsion (ERI)       | DNF-4         |

| Groupama-FDJ GFC | Groupama-FDJ GFC      | Groupama-FDJ GFC |
| ---------------- | --------------------- | ---------------- |
| Núm              | Ciclista              | Pos              |
| 81               | David Gaudu (FRA)     | NP-3             |
| 82               | Lorenzo Germani (ITA) | 101è             |
| 83               | Romain Grégoire (FRA) | 38è              |
| 84               | Quentin Pacher (FRA)  | 23è              |
| 85               | Rémy Rochas (FRA)     | 70è              |
| 86               | Clément Russo (FRA)   | DNF-6            |
| 87               | Reuben Thompson (NZL) | 88è              |

| Cofidis COF | Cofidis COF                    | Cofidis COF |
| ----------- | ------------------------------ | ----------- |
| Núm         | Ciclista                       | Pos         |
| 91          | Ion Izagirre Insausti (ESP)    | 9è          |
| 92          | Thomas Champion (FRA)          | 93è         |
| 93          | Simon Geschke (GER)            | 22è         |
| 94          | Gorka Izagirre Insausti (ESP)  | DNF-6       |
| 95          | Jonathan Lastra Martínez (ESP) | DNF-4       |
| 96          | Stefano Oldani (ITA)           | NP-4        |
| 97          | Harrison Wood (GBR)            | 87è         |

| UAE Team Emirates UAD | UAE Team Emirates UAD         | UAE Team Emirates UAD |
| --------------------- | ----------------------------- | --------------------- |
| Núm                   | Ciclista                      | Pos                   |
| 101                   | Juan Ayuso Pesquera (ESP)     | 1r                    |
| 102                   | Igor Arrieta (ESP)            | 61è                   |
| 103                   | Sjoerd Bax (NED)              | 81è                   |
| 104                   | Isaac del Toro (MEX)          | 7è                    |
| 105                   | Brandon McNulty (USA) (crono) | 5è                    |
| 106                   | Marc Soler i Giménez (ESP)    | 4t                    |
| 107                   | Jay Vine (AUS)                | DNF-4                 |

| Bahrain Victorious TBV | Bahrain Victorious TBV              | Bahrain Victorious TBV |
| ---------------------- | ----------------------------------- | ---------------------- |
| Núm                    | Ciclista                            | Pos                    |
| 111                    | Peio Bilbao López de Armentia (ESP) | 6è                     |
| 112                    | Yukiya Arashiro (JPN)               | DNF-6                  |
| 113                    | Nikias Arndt (GER)                  | DNF-6                  |
| 114                    | Santiago Buitrago Sánchez (COL)     | 11è                    |
| 115                    | Johan Price-Pejtersen (DEN)         | DNF-5                  |
| 116                    | Jasha Sütterlin (GER)               | 94è                    |
| 117                    | Edoardo Zambanini (ITA)             | 30è                    |

| Intermarché-Wanty IWA | Intermarché-Wanty IWA       | Intermarché-Wanty IWA |
| --------------------- | --------------------------- | --------------------- |
| Núm                   | Ciclista                    | Pos                   |
| 121                   | Louis Meintjes (RSA)        | 40è                   |
| 122                   | Vito Braet (BEL)            | NP-6                  |
| 123                   | Alexy Faure Prost (FRA)     | 77è                   |
| 124                   | Tom Paquot (BEL)            | DNF-6                 |
| 125                   | Kevin Colleoni (ITA)        | 64è                   |
| 126                   | Lorenzo Rota (ITA)          | DNF-6                 |
| 127                   | Rein Taaramäe (EST) (crono) | 73è                   |

| Astana Qazaqstan Team AST | Astana Qazaqstan Team AST     | Astana Qazaqstan Team AST |
| ------------------------- | ----------------------------- | ------------------------- |
| Núm                       | Ciclista                      | Pos                       |
| 131                       | Samuele Battistella (ITA)     | DNF-6                     |
| 132                       | Gleb Brussenskiy (KAZ) (ruta) | DNF-2                     |
| 133                       | Igor Chzhan (KAZ)             | DNF-6                     |
| 134                       | Gianmarco Garofoli (ITA)      | 47è                       |
| 135                       | Harold Martín López (ECU)     | 74è                       |
| 136                       | Ide Schelling (NED)           | NP-4                      |
| 137                       | Anton Kuzmin (KAZ)            | DNF-6                     |

| TotalEnergies TEN | TotalEnergies TEN        | TotalEnergies TEN |
| ----------------- | ------------------------ | ----------------- |
| Núm               | Ciclista                 | Pos               |
| 141               | Mathieu Burgaudeau (FRA) | 100è              |
| 142               | Steff Cras (BEL)         | DNF-4             |
| 143               | Fabien Doubey (FRA)      | 80è               |
| 144               | Jordan Jegat (FRA)       | 17è               |
| 145               | Alan Jousseaume (FRA)    | 90è               |
| 146               | Fabien Grellier (FRA)    | 103è              |
| 147               | Alexis Vuillermoz (FRA)  | 75è               |

| Team dsm-firmenich PostNL DFP | Team dsm-firmenich PostNL DFP | Team dsm-firmenich PostNL DFP |
| ----------------------------- | ----------------------------- | ----------------------------- |
| Núm                           | Ciclista                      | Pos                           |
| 151                           | Warren Barguil (FRA)          | 48è                           |
| 152                           | Romain Combaud (FRA)          | 95è                           |
| 153                           | Gijs Leemreize (NED)          | 31è                           |
| 154                           | Enzo Leijnse (NED)            | 109è                          |
| 155                           | Oscar Onley (GBR)             | 19è                           |
| 156                           | Martijn Tusveld (NED)         | 68è                           |
| 157                           | Emīls Liepiņš (LAT) (ruta)    | NP-5                          |

| Ineos Grenadiers IGD | Ineos Grenadiers IGD                       | Ineos Grenadiers IGD |
| -------------------- | ------------------------------------------ | -------------------- |
| Núm                  | Ciclista                                   | Pos                  |
| 161                  | Carlos Rodríguez Cano (ESP)                | 2n                   |
| 162                  | Jonathan Castroviejo Nicolás (ESP) (crono) | 55è                  |
| 163                  | Omar Fraile Matarranz (ESP)                | DNF-4                |
| 164                  | Ethan Hayter (GBR)                         | 18è                  |
| 165                  | Michał Kwiatkowski (POL) (crono)           | DNF-6                |
| 166                  | Thomas Pidcock (GBR)                       | NP-1                 |
| 167                  | Brandon Rivera (COL)                       | 26è                  |

| Euskaltel-Euskadi EUS | Euskaltel-Euskadi EUS             | Euskaltel-Euskadi EUS |
| --------------------- | --------------------------------- | --------------------- |
| Núm                   | Ciclista                          | Pos                   |
| 171                   | Gotzon Martín (ESP)               | 84è                   |
| 172                   | Iker Mintegi (ESP)                | 83è                   |
| 173                   | Víctor de la Parte González (ESP) | 24è                   |
| 174                   | Xabier Berasategi (ESP)           | 76è                   |
| 175                   | Txomin Juaristi (ESP)             | 62è                   |
| 176                   | James Fouche (NZL)                | 107è                  |
| 177                   | Enekoitz Azparren (ESP)           | 85è                   |

| Decathlon-AG2R La Mondiale DAT | Decathlon-AG2R La Mondiale DAT | Decathlon-AG2R La Mondiale DAT |
| ------------------------------ | ------------------------------ | ------------------------------ |
| Núm                            | Ciclista                       | Pos                            |
| 181                            | Felix Gall (AUT)               | DNF-6                          |
| 182                            | Bruno Armirail (FRA)           | 20è                            |
| 183                            | Alex Baudin (FRA)              | 10è                            |
| 184                            | Jaakko Hänninen (FIN)          | 82è                            |
| 185                            | Alan Retailleau (FRA)          | DNF-6                          |
| 186                            | Paul Lapeira (FRA)             | DNF-6                          |
| 187                            | Nans Peters (FRA)              | 86è                            |

| Equipo Kern Pharma EKP | Equipo Kern Pharma EKP        | Equipo Kern Pharma EKP |
| ---------------------- | ----------------------------- | ---------------------- |
| Núm                    | Ciclista                      | Pos                    |
| 191                    | Unai Iribar (ESP)             | 71è                    |
| 192                    | Pablo Castrillo Zapater (ESP) | DNF-6                  |
| 193                    | Iván Cobo (ESP)               | 108è                   |
| 194                    | Jon Agirre Egaña (ESP)        | DNF-6                  |
| 195                    | Mikel Retegi (ESP)            | 104è                   |
| 196                    | Pau Miquel Delgado (ESP)      | DNF-4                  |
| 197                    | Ibon Ruiz (ESP)               | 29è                    |

| Alpecin-Deceuninck ADC | Alpecin-Deceuninck ADC | Alpecin-Deceuninck ADC |
| ---------------------- | ---------------------- | ---------------------- |
| Núm                    | Ciclista               | Pos                    |
| 201                    | Nicola Conci (ITA)     | 46è                    |
| 202                    | Quinten Hermans (BEL)  | NP-6                   |
| 203                    | Jimmy Janssens (BEL)   | 63è                    |
| 204                    | Juri Hollmann (GER)    | NP-6                   |
| 205                    | Jason Osborne (GER)    | 56è                    |
| 206                    | Stan Van Tricht (BEL)  | 102è                   |
| 207                    | Luca Vergallito (ITA)  | 28è                    |

| Caja Rural-Seguros RGA CJR | Caja Rural-Seguros RGA CJR                 | Caja Rural-Seguros RGA CJR |
| -------------------------- | ------------------------------------------ | -------------------------- |
| Núm                        | Ciclista                                   | Pos                        |
| 211                        | Orluis Aular Sanabria (VEN) (ruta i crono) | 42è                        |
| 212                        | Sebastian Berwick (AUS)                    | NP-5                       |
| 213                        | Joseba López (ESP)                         | 99è                        |
| 214                        | Joel Nicolau Beltran (ESP)                 | 49è                        |
| 215                        | Eduard Prades i Reverter (ESP)             | DNF-6                      |
| 216                        | Thomas Silva (URU)                         | NP-6                       |
| 217                        | Gorka Sorarrain (ESP)                      | 98è                        |

| Burgos-BH BBH | Burgos-BH BBH                  | Burgos-BH BBH |
| ------------- | ------------------------------ | ------------- |
| Núm           | Ciclista                       | Pos           |
| 221           | José Manuel Díaz Gallego (ESP) | 36è           |
| 222           | Victor Langellotti (MON)       | 14è           |
| 223           | Karel Vacek (CZE)              | DNF-6         |
| 224           | Jesús Ezquerra (ESP)           | 66è           |
| 225           | Aaron Gate (NZL) (ruta)        | 92è           |
| 226           | Eric Fagúndez (URU)            | 52è           |
| 227           | Jetse Bol (NED)                | 96è           |

| Q36.5 Pro Cycling Team Q36 | Q36.5 Pro Cycling Team Q36       | Q36.5 Pro Cycling Team Q36 |
| -------------------------- | -------------------------------- | -------------------------- |
| Núm                        | Ciclista                         | Pos                        |
| 231                        | Xabier Mikel Azparren (ESP)      | 105è                       |
| 232                        | Matteo Badilatti (SUI)           | DNF-6                      |
| 233                        | Filippo Conca (ITA)              | 97è                        |
| 234                        | David de la Cruz Melgarejo (ESP) | 60è                        |
| 235                        | Mark Donovan (GBR)               | 37è                        |
| 236                        | Carl Fredrik Hagen (NOR)         | 65è                        |
| 237                        | Damien Howson (AUS)              | 59è                        |

| Team Visma \| Lease a Bike TVL | Team Visma \| Lease a Bike TVL | Team Visma \| Lease a Bike TVL |
| ------------------------------ | ------------------------------ | ------------------------------ |
| Núm                            | Ciclista                       | Pos                            |
| 1                              | Jonas Vingegaard (DEN)         | DNF-4                          |
| 2                              | Steven Kruijswijk (NED)        | 58è                            |
| 3                              | Sepp Kuss (USA)                | 41è                            |
| 4                              | Loe van Belle (NED)            | NP-6                           |
| 5                              | Johannes Staune-Mittet (NOR)   | 53è                            |
| 6                              | Ben Tulett (GBR)               | NP-3                           |
| 7                              | Milan Vader (NED)              | 72è                            |

| Soudal Quick-Step SOQ | Soudal Quick-Step SOQ                | Soudal Quick-Step SOQ |
| --------------------- | ------------------------------------ | --------------------- |
| Núm                   | Ciclista                             | Pos                   |
| 11                    | Remco Evenepoel (BEL) (ruta i crono) | DNF-4                 |
| 12                    | Gil Gelders (BEL)                    | DNF-5                 |
| 13                    | James Knox (GBR)                     | DNF-6                 |
| 14                    | Mikel Landa Meana (ESP)              | DNF-5                 |
| 15                    | Junior Lecerf (BEL)                  | 25è                   |
| 16                    | Pieter Serry (BEL)                   | DNF-6                 |
| 17                    | Louis Vervaeke (BEL)                 | DNF-6                 |

| Movistar Team MOV | Movistar Team MOV               | Movistar Team MOV |
| ----------------- | ------------------------------- | ----------------- |
| Núm               | Ciclista                        | Pos               |
| 21                | Alexander Aranburu Deba (ESP)   | 15è               |
| 22                | Jon Barrenetxea (ESP)           | 67è               |
| 23                | Davide Formolo (ITA)            | 45è               |
| 24                | Pelayo Sánchez Mayo (ESP)       | DNF-5             |
| 25                | Gregor Mühlberger (AUT) (ruta)  | 54è               |
| 26                | Nélson Oliveira (POR)           | 34è               |
| 27                | Gonzalo Serrano Rodríguez (ESP) | DNF-5             |

| Bora-Hansgrohe BOH | Bora-Hansgrohe BOH            | Bora-Hansgrohe BOH |
| ------------------ | ----------------------------- | ------------------ |
| Núm                | Ciclista                      | Pos                |
| 31                 | Primož Roglič (SLO)           | DNF-4              |
| 32                 | Roger Adrià Oliveras (ESP)    | DNF-6              |
| 33                 | Emanuel Buchmann (GER) (ruta) | 32è                |
| 34                 | Jai Hindley (AUS)             | 12è                |
| 35                 | Bob Jungels (LUX)             | 91è                |
| 36                 | Maximilian Schachmann (GER)   | 13è                |
| 37                 | Matteo Sobrero (ITA)          | DNF-6              |

| EF Education-EasyPost EFE | EF Education-EasyPost EFE  | EF Education-EasyPost EFE |
| ------------------------- | -------------------------- | ------------------------- |
| Núm                       | Ciclista                   | Pos                       |
| 41                        | Rigoberto Urán (COL)       | 21è                       |
| 42                        | Alexander Cepeda (ECU)     | 44è                       |
| 43                        | Esteban Chaves Rubio (COL) | 16è                       |
| 44                        | Sean Quinn (USA)           | DNF-4                     |
| 45                        | Archie Ryan (IRL)          | 39è                       |
| 46                        | James Shaw (GBR)           | 50è                       |
| 47                        | Markel Beloki (ESP)        | 89è                       |

| Arkéa-B&B Hotels ARK | Arkéa-B&B Hotels ARK      | Arkéa-B&B Hotels ARK |
| -------------------- | ------------------------- | -------------------- |
| Núm                  | Ciclista                  | Pos                  |
| 51                   | Clément Champoussin (FRA) | 57è                  |
| 52                   | Élie Gesbert (FRA)        | DNF-4                |
| 53                   | Alessandro Verre (ITA)    | 79è                  |
| 54                   | Anthony Delaplace (FRA)   | 69è                  |
| 55                   | Laurens Huys (BEL)        | 106è                 |
| 56                   | Łukasz Owsian (POL)       | NP-4                 |
| 57                   | Kévin Vauquelin (FRA)     | 8è                   |

| Team Jayco AlUla JAY | Team Jayco AlUla JAY          | Team Jayco AlUla JAY |
| -------------------- | ----------------------------- | -------------------- |
| Núm                  | Ciclista                      | Pos                  |
| 61                   | Lucas Hamilton (AUS)          | 33è                  |
| 62                   | Davide De Pretto (ITA)        | NP-6                 |
| 63                   | Edward Dunbar (IRL)           | 35è                  |
| 64                   | Felix Engelhardt (GER)        | DNF-6                |
| 65                   | Rudy Porter (AUS)             | 51è                  |
| 66                   | Christopher Juul-Jensen (DEN) | 78è                  |
| 67                   | Mauro Schmid (SUI)            | DNF-6                |

| Lidl-Trek LTK | Lidl-Trek LTK                  | Lidl-Trek LTK |
| ------------- | ------------------------------ | ------------- |
| Núm           | Ciclista                       | Pos           |
| 71            | Mattias Skjelmose (DEN) (ruta) | 3r            |
| 72            | Andrea Bagioli (ITA)           | DNF-6         |
| 73            | Julien Bernard (FRA)           | DNF-6         |
| 74            | Fabio Felline (ITA)            | DNF-6         |
| 75            | Tao Geoghegan Hart (GBR)       | 43è           |
| 76            | Bauke Mollema (NED)            | 27è           |
| 77            | Natnael Tesfatsion (ERI)       | DNF-4         |

| Groupama-FDJ GFC | Groupama-FDJ GFC      | Groupama-FDJ GFC |
| ---------------- | --------------------- | ---------------- |
| Núm              | Ciclista              | Pos              |
| 81               | David Gaudu (FRA)     | NP-3             |
| 82               | Lorenzo Germani (ITA) | 101è             |
| 83               | Romain Grégoire (FRA) | 38è              |
| 84               | Quentin Pacher (FRA)  | 23è              |
| 85               | Rémy Rochas (FRA)     | 70è              |
| 86               | Clément Russo (FRA)   | DNF-6            |
| 87               | Reuben Thompson (NZL) | 88è              |

| Cofidis COF | Cofidis COF                    | Cofidis COF |
| ----------- | ------------------------------ | ----------- |
| Núm         | Ciclista                       | Pos         |
| 91          | Ion Izagirre Insausti (ESP)    | 9è          |
| 92          | Thomas Champion (FRA)          | 93è         |
| 93          | Simon Geschke (GER)            | 22è         |
| 94          | Gorka Izagirre Insausti (ESP)  | DNF-6       |
| 95          | Jonathan Lastra Martínez (ESP) | DNF-4       |
| 96          | Stefano Oldani (ITA)           | NP-4        |
| 97          | Harrison Wood (GBR)            | 87è         |

| UAE Team Emirates UAD | UAE Team Emirates UAD         | UAE Team Emirates UAD |
| --------------------- | ----------------------------- | --------------------- |
| Núm                   | Ciclista                      | Pos                   |
| 101                   | Juan Ayuso Pesquera (ESP)     | 1r                    |
| 102                   | Igor Arrieta (ESP)            | 61è                   |
| 103                   | Sjoerd Bax (NED)              | 81è                   |
| 104                   | Isaac del Toro (MEX)          | 7è                    |
| 105                   | Brandon McNulty (USA) (crono) | 5è                    |
| 106                   | Marc Soler i Giménez (ESP)    | 4t                    |
| 107                   | Jay Vine (AUS)                | DNF-4                 |

| Bahrain Victorious TBV | Bahrain Victorious TBV              | Bahrain Victorious TBV |
| ---------------------- | ----------------------------------- | ---------------------- |
| Núm                    | Ciclista                            | Pos                    |
| 111                    | Peio Bilbao López de Armentia (ESP) | 6è                     |
| 112                    | Yukiya Arashiro (JPN)               | DNF-6                  |
| 113                    | Nikias Arndt (GER)                  | DNF-6                  |
| 114                    | Santiago Buitrago Sánchez (COL)     | 11è                    |
| 115                    | Johan Price-Pejtersen (DEN)         | DNF-5                  |
| 116                    | Jasha Sütterlin (GER)               | 94è                    |
| 117                    | Edoardo Zambanini (ITA)             | 30è                    |

| Intermarché-Wanty IWA | Intermarché-Wanty IWA       | Intermarché-Wanty IWA |
| --------------------- | --------------------------- | --------------------- |
| Núm                   | Ciclista                    | Pos                   |
| 121                   | Louis Meintjes (RSA)        | 40è                   |
| 122                   | Vito Braet (BEL)            | NP-6                  |
| 123                   | Alexy Faure Prost (FRA)     | 77è                   |
| 124                   | Tom Paquot (BEL)            | DNF-6                 |
| 125                   | Kevin Colleoni (ITA)        | 64è                   |
| 126                   | Lorenzo Rota (ITA)          | DNF-6                 |
| 127                   | Rein Taaramäe (EST) (crono) | 73è                   |

| Astana Qazaqstan Team AST | Astana Qazaqstan Team AST     | Astana Qazaqstan Team AST |
| ------------------------- | ----------------------------- | ------------------------- |
| Núm                       | Ciclista                      | Pos                       |
| 131                       | Samuele Battistella (ITA)     | DNF-6                     |
| 132                       | Gleb Brussenskiy (KAZ) (ruta) | DNF-2                     |
| 133                       | Igor Chzhan (KAZ)             | DNF-6                     |
| 134                       | Gianmarco Garofoli (ITA)      | 47è                       |
| 135                       | Harold Martín López (ECU)     | 74è                       |
| 136                       | Ide Schelling (NED)           | NP-4                      |
| 137                       | Anton Kuzmin (KAZ)            | DNF-6                     |

| TotalEnergies TEN | TotalEnergies TEN        | TotalEnergies TEN |
| ----------------- | ------------------------ | ----------------- |
| Núm               | Ciclista                 | Pos               |
| 141               | Mathieu Burgaudeau (FRA) | 100è              |
| 142               | Steff Cras (BEL)         | DNF-4             |
| 143               | Fabien Doubey (FRA)      | 80è               |
| 144               | Jordan Jegat (FRA)       | 17è               |
| 145               | Alan Jousseaume (FRA)    | 90è               |
| 146               | Fabien Grellier (FRA)    | 103è              |
| 147               | Alexis Vuillermoz (FRA)  | 75è               |

| Team dsm-firmenich PostNL DFP | Team dsm-firmenich PostNL DFP | Team dsm-firmenich PostNL DFP |
| ----------------------------- | ----------------------------- | ----------------------------- |
| Núm                           | Ciclista                      | Pos                           |
| 151                           | Warren Barguil (FRA)          | 48è                           |
| 152                           | Romain Combaud (FRA)          | 95è                           |
| 153                           | Gijs Leemreize (NED)          | 31è                           |
| 154                           | Enzo Leijnse (NED)            | 109è                          |
| 155                           | Oscar Onley (GBR)             | 19è                           |
| 156                           | Martijn Tusveld (NED)         | 68è                           |
| 157                           | Emīls Liepiņš (LAT) (ruta)    | NP-5                          |

| Ineos Grenadiers IGD | Ineos Grenadiers IGD                       | Ineos Grenadiers IGD |
| -------------------- | ------------------------------------------ | -------------------- |
| Núm                  | Ciclista                                   | Pos                  |
| 161                  | Carlos Rodríguez Cano (ESP)                | 2n                   |
| 162                  | Jonathan Castroviejo Nicolás (ESP) (crono) | 55è                  |
| 163                  | Omar Fraile Matarranz (ESP)                | DNF-4                |
| 164                  | Ethan Hayter (GBR)                         | 18è                  |
| 165                  | Michał Kwiatkowski (POL) (crono)           | DNF-6                |
| 166                  | Thomas Pidcock (GBR)                       | NP-1                 |
| 167                  | Brandon Rivera (COL)                       | 26è                  |

| Euskaltel-Euskadi EUS | Euskaltel-Euskadi EUS             | Euskaltel-Euskadi EUS |
| --------------------- | --------------------------------- | --------------------- |
| Núm                   | Ciclista                          | Pos                   |
| 171                   | Gotzon Martín (ESP)               | 84è                   |
| 172                   | Iker Mintegi (ESP)                | 83è                   |
| 173                   | Víctor de la Parte González (ESP) | 24è                   |
| 174                   | Xabier Berasategi (ESP)           | 76è                   |
| 175                   | Txomin Juaristi (ESP)             | 62è                   |
| 176                   | James Fouche (NZL)                | 107è                  |
| 177                   | Enekoitz Azparren (ESP)           | 85è                   |

| Decathlon-AG2R La Mondiale DAT | Decathlon-AG2R La Mondiale DAT | Decathlon-AG2R La Mondiale DAT |
| ------------------------------ | ------------------------------ | ------------------------------ |
| Núm                            | Ciclista                       | Pos                            |
| 181                            | Felix Gall (AUT)               | DNF-6                          |
| 182                            | Bruno Armirail (FRA)           | 20è                            |
| 183                            | Alex Baudin (FRA)              | 10è                            |
| 184                            | Jaakko Hänninen (FIN)          | 82è                            |
| 185                            | Alan Retailleau (FRA)          | DNF-6                          |
| 186                            | Paul Lapeira (FRA)             | DNF-6                          |
| 187                            | Nans Peters (FRA)              | 86è                            |

| Equipo Kern Pharma EKP | Equipo Kern Pharma EKP        | Equipo Kern Pharma EKP |
| ---------------------- | ----------------------------- | ---------------------- |
| Núm                    | Ciclista                      | Pos                    |
| 191                    | Unai Iribar (ESP)             | 71è                    |
| 192                    | Pablo Castrillo Zapater (ESP) | DNF-6                  |
| 193                    | Iván Cobo (ESP)               | 108è                   |
| 194                    | Jon Agirre Egaña (ESP)        | DNF-6                  |
| 195                    | Mikel Retegi (ESP)            | 104è                   |
| 196                    | Pau Miquel Delgado (ESP)      | DNF-4                  |
| 197                    | Ibon Ruiz (ESP)               | 29è                    |

| Alpecin-Deceuninck ADC | Alpecin-Deceuninck ADC | Alpecin-Deceuninck ADC |
| ---------------------- | ---------------------- | ---------------------- |
| Núm                    | Ciclista               | Pos                    |
| 201                    | Nicola Conci (ITA)     | 46è                    |
| 202                    | Quinten Hermans (BEL)  | NP-6                   |
| 203                    | Jimmy Janssens (BEL)   | 63è                    |
| 204                    | Juri Hollmann (GER)    | NP-6                   |
| 205                    | Jason Osborne (GER)    | 56è                    |
| 206                    | Stan Van Tricht (BEL)  | 102è                   |
| 207                    | Luca Vergallito (ITA)  | 28è                    |

| Caja Rural-Seguros RGA CJR | Caja Rural-Seguros RGA CJR                 | Caja Rural-Seguros RGA CJR |
| -------------------------- | ------------------------------------------ | -------------------------- |
| Núm                        | Ciclista                                   | Pos                        |
| 211                        | Orluis Aular Sanabria (VEN) (ruta i crono) | 42è                        |
| 212                        | Sebastian Berwick (AUS)                    | NP-5                       |
| 213                        | Joseba López (ESP)                         | 99è                        |
| 214                        | Joel Nicolau Beltran (ESP)                 | 49è                        |
| 215                        | Eduard Prades i Reverter (ESP)             | DNF-6                      |
| 216                        | Thomas Silva (URU)                         | NP-6                       |
| 217                        | Gorka Sorarrain (ESP)                      | 98è                        |

| Burgos-BH BBH | Burgos-BH BBH                  | Burgos-BH BBH |
| ------------- | ------------------------------ | ------------- |
| Núm           | Ciclista                       | Pos           |
| 221           | José Manuel Díaz Gallego (ESP) | 36è           |
| 222           | Victor Langellotti (MON)       | 14è           |
| 223           | Karel Vacek (CZE)              | DNF-6         |
| 224           | Jesús Ezquerra (ESP)           | 66è           |
| 225           | Aaron Gate (NZL) (ruta)        | 92è           |
| 226           | Eric Fagúndez (URU)            | 52è           |
| 227           | Jetse Bol (NED)                | 96è           |

| Q36.5 Pro Cycling Team Q36 | Q36.5 Pro Cycling Team Q36       | Q36.5 Pro Cycling Team Q36 |
| -------------------------- | -------------------------------- | -------------------------- |
| Núm                        | Ciclista                         | Pos                        |
| 231                        | Xabier Mikel Azparren (ESP)      | 105è                       |
| 232                        | Matteo Badilatti (SUI)           | DNF-6                      |
| 233                        | Filippo Conca (ITA)              | 97è                        |
| 234                        | David de la Cruz Melgarejo (ESP) | 60è                        |
| 235                        | Mark Donovan (GBR)               | 37è                        |
| 236                        | Carl Fredrik Hagen (NOR)         | 65è                        |
| 237                        | Damien Howson (AUS)              | 59è                        |